# عقيربات
عقيربات بلدة ومركز ناحية عقيربات التابعة لمنطقة سلمية في محافظة حماة في سورية. بلغ عدد سكان الناحية 21,004 نسمة حسب تعداد عام 2004.